# Porträtt av målaren Nils Kreuger
Porträtt av målaren Nils Kreuger är en oljemålning av den svenske konstnären Richard Bergh från 1883. Den ingår i Statens Museum for Kunsts samlingar i Köpenhamn sedan 1883.
Berghs målning är ett porträtt av Nils Kreuger, vän och konstnärskollega i Varbergsskolan. Bergh var en mycket skicklig porträttmålare och avbildade till exempel konstnärerna Julia Beck (1882) och Eva Bonnier (1889) samt författarna Gustaf Fröding (1909) och August Strindberg (1905). Han var under 1880-talet i huvudsak boende i Frankrike. Med porträttet av Nils Kreuger debuterade han på Salongen i Paris där han belönades med en medalj för målningen.